# Henri Flournoy
Pour les articles homonymes, voir Flournoy.
Henri Flournoy, né le 28 mars 1886 à Genève, où il meurt le 6 mai 1955 est un psychiatre et pionnier de la  psychanalyse en Suisse romande.

## Biographie
Il est le fils unique du psychologue Théodore Flournoy et sa sœur épouse le psychanalyste genevois Raymond de Saussure. Henri Flournoy étudie la médecine à Genève, soutient en 1910 une thèse de médecine intitulée Recherches sur l'inhibition des muscles et du réflexe patellaire, puis fait des stages à Berne, Warbourg, Munich et à l'université Johns Hopkins (Baltimore) où il est l’assistant du psychiatre d'origine suisse d'Adolf Meyer. Il est médecin délégué de la Croix-Rouge durant la guerre des Balkans (1912-1913). Il obtient en 1941 une charge de cours en psychopathologie, à l'université de Genève, qu'il conserve jusqu'à sa mort.
Il s'installe comme psychiatre et psychanalyste à Genève en 1922, après avoir effectué quelques séances analytiques avec Carl Gustav Jung,, puis une analyse durant six mois aux Pays-Bas avec le psychanalyste néerlandais Johan van Ophuijsen, et durant trois mois avec Sigmund Freud et à nouveau d'une durée de six mois, avec Herman Nunberg. Il est notamment lié avec Charles Odier, Raymond de Saussure et Marie Bonaparte, et figure en 1935 comme l'un des 21 membres de la Société psychanalytique de Paris, puis il en devient membre associé en 1950. Il devient artisan actif du mouvement psychanalytique suisse, membre de la Société suisse de psychanalyse et s'investit dans la préparation de la VIIIe conférence des psychanalystes de langue française (1933).
Il cesse progressivement d'exercer la psychanalyse, privilégiant une pratique psychothérapeutique, s'engage dans un soutien à la libéralisation de l'avortement où il joua un rôle important, publiant notamment un essai intitulé Nouvelles données et réflexions psychologiques sur les avortements médicaux : pour une attitude libérale plus équitable et plus humaine et contre les avortements clandestins en 1955.

## Publications (sélection)
- La psychanalyse, les médecins et le public, Neuchâtel : Forum, 1924[10].
- « Le caractère scientifique de la psychanalyse », Revue française de psychanalyse, V, 1932.
- L'enfant nerveux : conseils éducatifs, Neuchâtel : Delachaux & Niestlé, 1932.
- Les principales étapes de l'histoire de la psychothérapie, Genève, 1935 (texte d'une conférence donnée à l'Université de Genève le 6 février 1928)[11].
- Erreurs et dignité de la pensée humaine, Paris, Le Mont-Blanc, 1949[12].
- Nouvelles données et réflexions psychologiques sur les avortements médicaux : pour une attitude libérale plus équitable et plus humaine et contre les avortements clandestins, Genève, éd. médecine et hygiène, 1955, 106 p.[13].
- « Encore les avortements médicaux. (II), Considérations psychologiques », Praxis - revue suisse de médecine, août 1952.